# The Loop!
The Loop! — німецький музичний гурт.
Виник в результаті приєднання до гурту Celebrate The Nun ще двох учасників — Jens Thele і Ferris Bueller.
Разом вони стали називати себе The Loop!, і створювали ремікси на музичні теми таких виконавців, як Tag Team, Toni Di Bart, Marky Mark і інших.
В кінці 1993 року колективу запропонували створити нову версію голландської композиції «Vallee Des Larmes». Саме цей проект і дав коріння для створення нового гурту. H.P. Baxxter, Ferris Bueller та Rick J. Jordan стали виступати назвавши свою групу — Scooter, а Jens Thele став їх менеджером.